# Законников, Сергей Иванович
Серге́й Ива́нович Зако́нников (бел. Сярге́й Іва́навіч Зако́ннікаў; род. 16 сентября 1946 года, д. Слобода, Бешенковичский район, Витебская область) — белорусский поэт, публицист, журналист, переводчик, общественный деятель. Лауреат Литературной премии Союза писателей Белорусской ССР имени А. Кулешова (1982). Лауреат Государственной премии Белоруссии имени Я. Купалы (1992). Лауреат Международной литературной премии имени Витольда Гулевича (1996). Лауреат Международной литературной премии имени Григория Сковороды (1997). Член Союза писателей СССР (с 1977 года). Член Белорусского ПЕН-центра (с 1989 года).

## Биография
Родился 16 сентября 1946 года в д. Слобода Бешенковичского района Витебской области в учительской семье. Через год переехал в д. Глыбочка Ушачского района Витебской области, где и прошло детство поэта.
В 1969 году окончил филологический факультет Белорусского государственного университета имени В. И. Ленина. Преподавал белорусский язык и литературу в Клетновской средней школе Борисовского района Минской области (1969—1970). В 1970—1971 годах — литературный сотрудник ушачской районной газеты «Патрыёт». В 1972—1975 годы — секретарь Ушачского районного комитета ЛКСМБ. В 1975—1978 годах — корреспондент, заведующий отделом сельской молодежи редакции газеты «Чырвоная змена», с октября 1975 года — корреспондент отдела литературы и искусства редакции газеты «Звязда». С 1978 года — инструктор, в 1979—1986 годах — заведующий сектором художественной литературы отдела культуры ЦК КПБ.
В 1986—2002 годы — главный редактор белорусского литературного журнала «Полымя».

## Общественная деятельность
Возглавлял Белорусское отделение фонда славянской письменности, являлся президентом Белорусского Комитета защиты мира, членом Совета белорусского Фонда культуры. С 1990 года — член Рады Союза писателей Белорусской ССР (впоследствии — Союза белорусских писателей). Являлся членом партии «Белорусская социал-демократическая Громада».

## Творчество
Первое стихотворение опубликовал в 1963 году (газета «Витебский рабочий»), первая подборка стихов появилась в коллективном сборнике «Рунь» (1970). Тексты С. Законникова положены на музыку Э. Зарицкого и Ю. Семеняко. Переводил на белорусский отдельные произведения русских, украинских, грузинских и литовских поэтов. Произведения С. Законникова переведены на венгерский, вьетнамский, испанский, киргизский, литовский, немецкий, русский, украинский и чувашский языки. Являлся составителем поэтической антологии «Сэрцам табе прысягаю : вершы пра камсамол, яго вернасць слаўным традыцыям савецкага народа» (1978).

### Сборники поэзии
- бел. «Бяседа : вершы» («Беседа : стихотворения») (1973)
- бел. «Устань да сонца : вершы і паэма» («Встань раньше солнца : стихи и поэма») (1976)
- бел. «Пакуль жыве мая бяроза : вершы і паэма» («Пока живёт моя берёза : стихи и поэма») (1981)
- бел. «Вера, надзея, любоў : кніга лірыкі» («Вера, надежда, любовь : книга лирики») (1983)
- бел. «Прысак часу : вершы і паэмы» («Пепел времени : стихотворения и поэмы») (1986) (художник — В. Басалыга)
- бел. «Сутнасць» («Сущность : стихи и поэма») (1987) (художник — В. Басалыга)
- бел. «Вечная далеч : вершы» («Вечная даль : стихотворения») (1987)
- бел. «Заклінанне : кніга паэзіі» («Заклинание : книга поэзии») (1991)
- бел. «Гэта мы : паэмы» («Это мы : поэмы») (2006)
- бел. «Першы пацалунак : сто вершаў пра каханне» («Первый поцелуй : сто стихотворений о любви») (2007)
- бел. «Дол : вершы і паэмы» («Низ : стихотворения и поэмы») (2008)
- бел. «Шалёная куля : паэзія пяці гадоў («Сумасшедшая пуля : поэзия пяти лет») (2010)

### Избранное
- бел. «Святая воля : выбраная лірыка» («Святая свобода : избранная свобода») (1993)
- бел. «Лістам дарога запала... : выбранае» («Листьями дорога запорошена : избранное») (1976)

### Публицистика, эссе
- бел. «Беларускае сэрца : публіцыстычны роздум, эсэ» («Белорусское сердце : публицистические размышления, эссе») (1993)
- бел. «Насустрач : публіцыстыка, эсэ» («Навстречу : публицистика, эссе») (2008)

### Дорожные записки, дневниковая проза
- бел. «Вячэра пад райскім дрэвам : падарожныя нарысы, дзённікі» («Ужин под райским деревом : дорожные очерки, дневники») (1996)

### В переводе на русский язык
- Законников, С. Встань раньше солнца : стихи / С. Законников; Пер. с белорус. — Москва : Советский писатель, 1985. — 88 с.

## Награды и звания
- Орден «Знак Почёта»[1].
- Орден «За заслуги» ІІІ степени (19 августа 2006 года, Украина) — за весомый личный вклад в развитие международного сотрудничества, укрепление авторитета и положительного имиджа Украины в мире, популяризацию её исторических и современных достижений[2].
- Почетная грамота Верховного Совета Белорусской ССР.
- Литературная премия Союза писателей Белорусской ССР имени А. Кулешова (1982) за книгу стихов «Пакуль жыве мая бяроза»[1].
- Государственная премия Беларуси имени Я. Купалы (1992) за книгу «Закліканне»[3].
- Международная литературная премия имени Витольда Гулевича (1996) за книгу «Czarny koc Apokalipsy».
- Международная литературная премия имени Григория Сковороды (1997) за цикл стихотворений «Жыві, Украіна!».
- Премия Бориса Кита (2005).
- Медаль[1].